# Ruta Provincial 39 (Chubut)
La Ruta Provincial 39 es una carretera ubicada en la provincia del Chubut en Argentina. Recorre de este a oeste, casi todo el municipio de Comodoro Rivadavia. 

## Descripción
La ruta no está completamente asfaltada, solo del km 0 al 20,3 en la entrada a la localidad de Diadema Argentina; lo demás es de ripio.
Actualmente, la ruta es una alternativa poco usada como ruta de circunvalación para evitar pasar por el ejido urbano del área metropolitana Comodoro Rivadavia o salir de forma rápida a la ruta nacional 26. De este modo, la ruta de ripio suele ser usada por algunos vecinos y la industria petrolera de la zona. Por otro lado, el desmoronamiento del talud del cerro Chenque; por donde pasa la ruta Nacional 3, ayudó a que la ruta cumpliera funciones de circunvalación desviando tránsito pesado petrolero obligatoriamente durante 2023. La tarea de derivar el transporte pesado fue compartida con la ruta Provincial 37. 

## Localidades
Los pueblos y ciudades por los que pasa este ruta de este a oeste son:

### Provincia del Chubut
Recorrido: 51 km (km 0 a 51).
- Departamento Escalante: Don Bosco (km 0-1), Prospero Palazzo (km 3-5), Militar - Aeropuerto (km 4), Ciudadela (km 5-7) y Gas del Estado (km 6), Diadema Argentina (km 20-21), Campamento Escalante (km 30), Pampa del Castillo (km 51).

## Galería

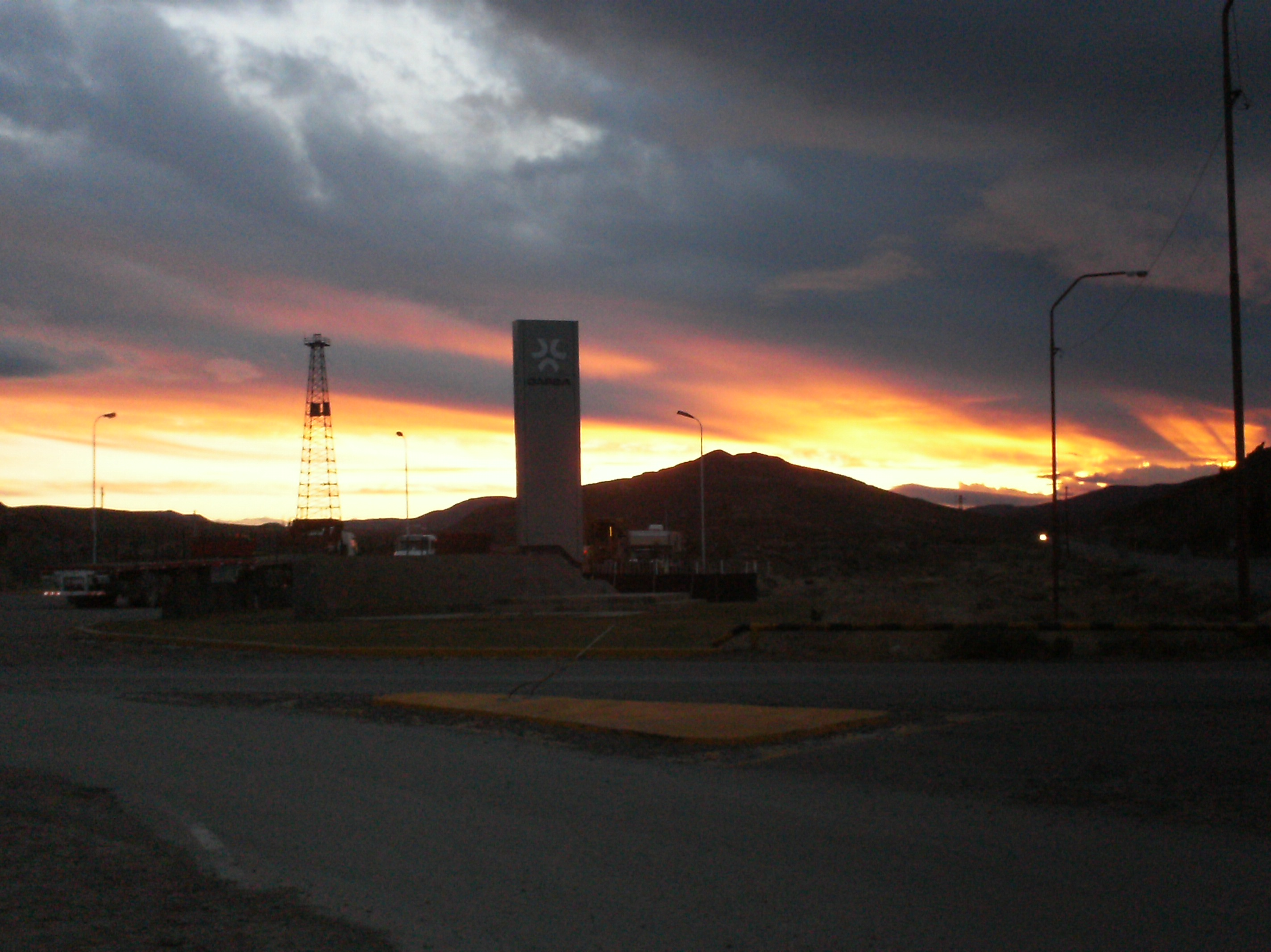
La empresa Capsa en la rotonda de Diadema.
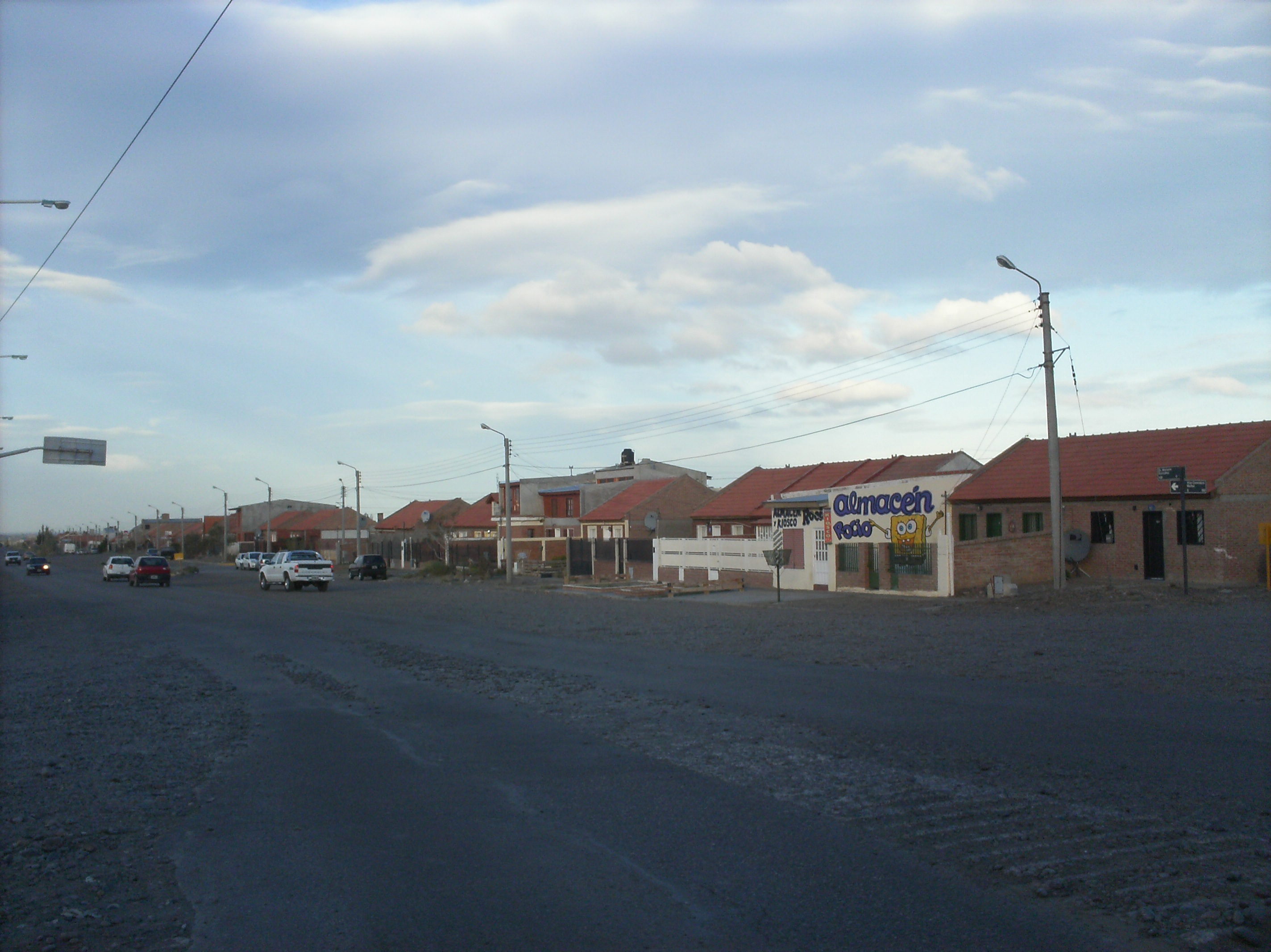
Entrada principal a Próspero Palazzo
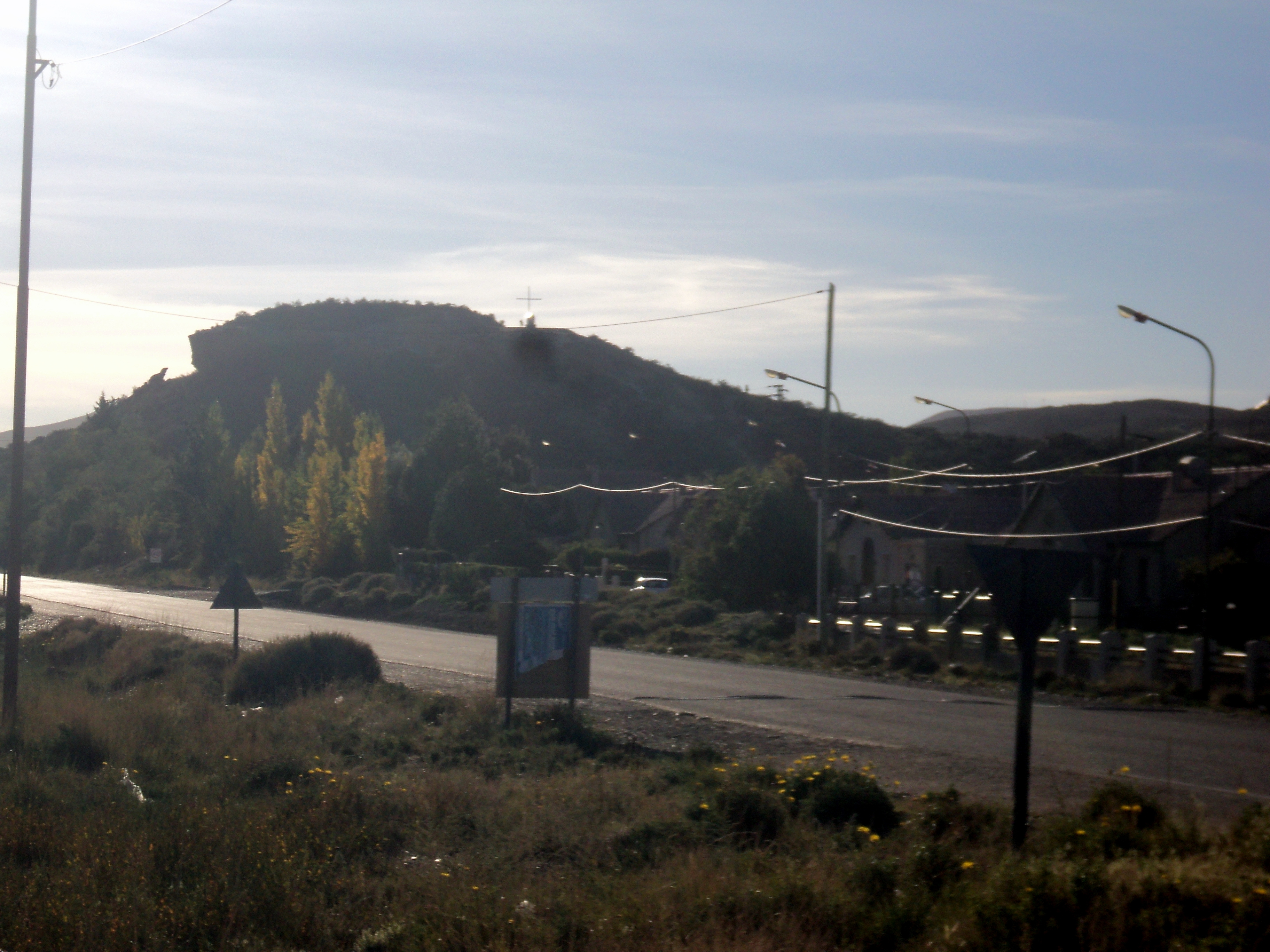
Cerro que bordea la ruta y Diadema.
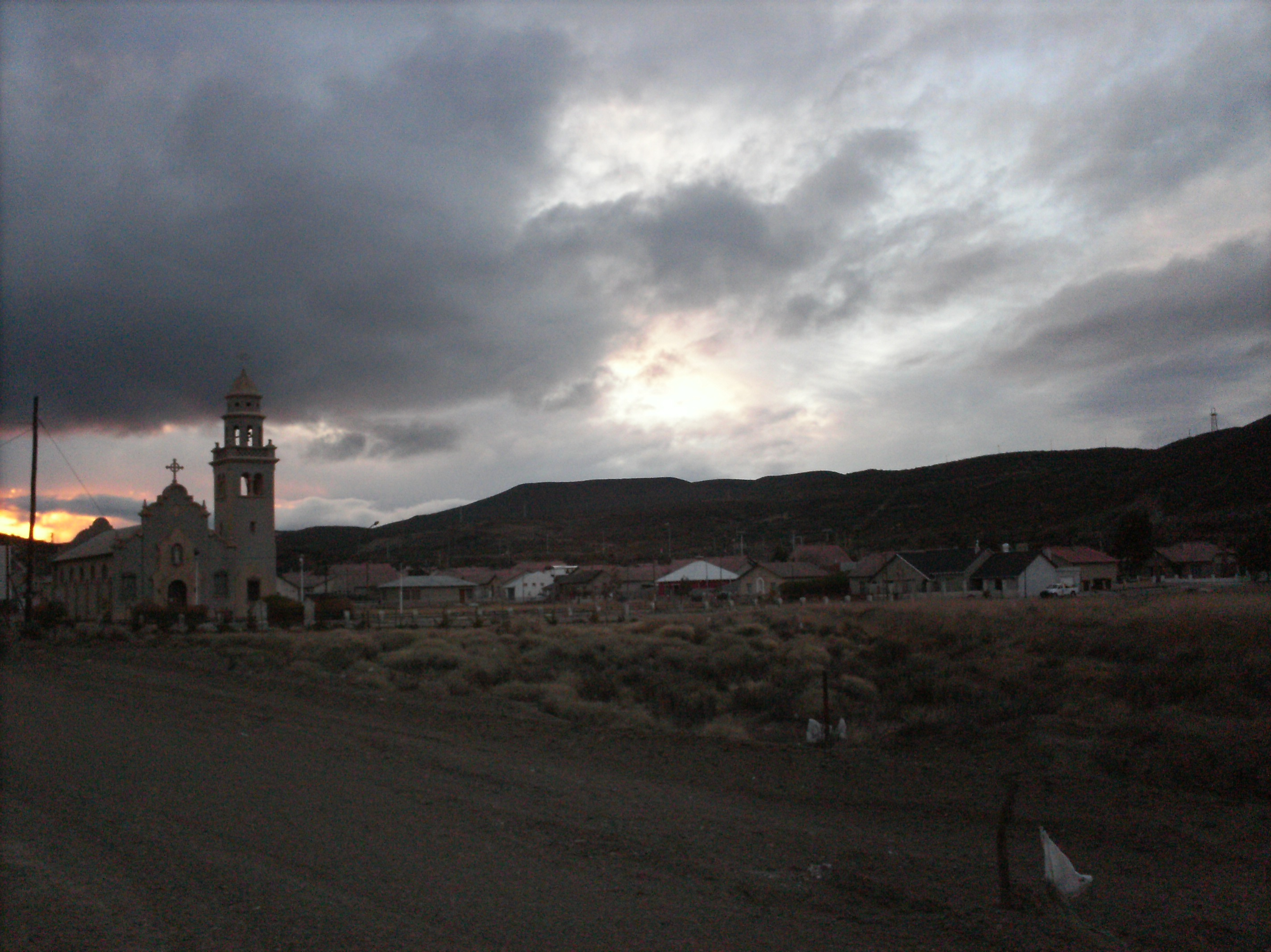
La iglesia de Diadema Argentina en su tramo de ripio.